# Xã Aetna, Quận Missaukee, Michigan
Xã Aetna (tiếng Anh: Aetna Township) là một xã thuộc quận Missaukee, tiểu bang Michigan, Hoa Kỳ. Năm 2010, dân số của xã này là 413 người.